# Dalasinfoniettan
Dalasinfoniettan är en svensk kammarorkester bildad 1988 som är baserad i Falun. Ingår i länsmusikstiftelsen Musik i Dalarna. 
Orkestern har 28 heltidsanställda musiker (2014), men arbetar för att utöka detta till 35.